# Elodes emarginata
Elodes emarginata är en skalbaggsart som beskrevs av Hatch. Elodes emarginata ingår i släktet Elodes och familjen mjukbaggar. Inga underarter finns listade i Catalogue of Life.